# CWL WZ-VIII
CWL WZ-VIII DeŻePe – niezrealizowany projekt polskiego samolotu rozpoznawczego, konstrukcji Władysława Zalewskiego, powstały w Centralnych Warsztatach Lotniczych (CWL) na początku lat 20. XX wieku. Pierwszy zaprojektowany w Polsce samolot wojskowy. Rozpoczętej budowy prototypu, uszkodzonego podczas wojny polsko-bolszewickiej, nigdy nie ukończono.

## Historia
Prace nad projektem dwumiejscowego samolotu rozpoznawczego (według ówczesnej nomenklatury – wywiadowczego) rozpoczęto w Centralnych Warsztatach Lotniczych w Warszawie po katastrofie pierwszego zbudowanego w Polsce samolotu – CWL SK-1 Słowik. Pod koniec 1919 roku do biura konstrukcyjnego CWL dołączył inż. Władysław Zalewski, pod którego kierownictwem dokończono projekt samolotu, zlecony wytwórni przez Departament Żeglugi Powietrznej (stąd nazwa DeŻePe, pochodząca od skrótu Departamentu). Budowę prototypu rozpoczęto wiosną 1920 roku, z wykorzystaniem silnika Rolls-Royce Eagle, pochodzącego z zapasu dla zakupionego przez Polskę brytyjskiego eks-bombowca Handley Page O/400. Nieukończona maszyna (której budowę ukończyć miano w sierpniu) została poważnie uszkodzona latem 1920 roku podczas wojny polsko-bolszewickiej, po czym jej elementy przeleżały dwa lata w hangarze wytwórni. W grudniu 1922 roku inż. Zalewski złożył ofertę naprawy i ukończenia samolotu za kwotę 30 mld marek polskich, lecz została odrzucona ze względu na nieopłacalność. Sprawa budowy samolotu (w ulepszonej odmianie WZ-VIII bis) powróciła raz jeszcze w 1925 roku po serii katastrof budowanych w zakładach Plage i Laśkiewicz samolotów Ansaldo A.300, jednak do planowanej produkcji w nowo powstałych zakładach WWS Samolot nie doszło. Po niepowodzeniu projektu WZ-VIII inż. Zalewski rozpoczął prace nad nowocześniejszym samolotem WZ-X.

## Opis konstrukcji i dane techniczne
CWL WZ-VIII był jednosilnikowym, dwuosobowym dwupłatem o całkowicie drewnianej konstrukcji. Długość krytego sklejką kadłuba wynosiła 8,1 metra, zaś masa całkowita (startowa) 1800 kg. Kabiny załogi otwarte, kabina pilota osłonięta wiatrochronem. Skrzydła prostokątne, dwudźwigarowe, kryte płótnem, usztywnione słupkami i drutem, z lotkami na obu płatach, o rozpiętości 12 metrów. Powierzchnia nośna wynosiła 40 m², zaś jej obciążenie 45 kg/m². Stateczniki kryte sklejką, a powierzchnie sterowe płótnem. Podwozie stałe, amortyzowane sznurem gumowym. Napęd stanowił chłodzony cieczą 6-cylindrowy silnik rzędowy Rolls-Royce Eagle o mocy 265 kW (360 KM). Obciążenie mocy wynosiło 5 kg/KM. Śmigło drewniane, dwułopatowe.
Uzbrojenie samolotu składało się z nieruchomego karabinu maszynowego Vickers kalibru 7,7 mm, umieszczonego w kadłubie oraz ruchomego karabinu maszynowego Lewis kalibru 7,7 mm obserwatora, na obrotnicy. Prócz tego mógł przenosić bomby, zamocowane w wyrzutnikach pod dolnymi płatami.